# McGuire Sisters
A McGuire Sisters egy híres amerikai éneklő trió. A csoport három lánytestvérből állt; Christine McGuire (1926. július 30. – 2018. december 28.), Dorothy McGuire (1928. február 13. – 2012. szeptember 7.), és Phyllis McGuire (1931. február 14. – 2020. december 29.). Legnépszerűbb dalaik között vannak a Sincerely és a Sugartime.

## Kezdetek
A McGuire nővérek az ohiói Middletownban születtek, de Miamisburgban nőttek fel, ahol az anyjuk, Lillie, Miamisburg First Churchjának felszentelt lelkésze volt és megengedte nekik, hogy fiatal lányokként énekeljenek az egyházban. Esküvőknél, temetéseknél és egyházfelélesztéseknél énekeltek. Amikor 1935-ben megalakultak, a legfiatalabb lány, Phyllis, még csak 4 éves volt. Többnyire egyházi alkalmaknál énekeltek, de 1949-ig katonai bázisok és veteránok kórházainál is.

## Karrier
1952-ben felléptek Arthur Godfrey Talent Scouts című show-műsorában, majd hét éven át ott léptek fel énekesként. Az Amerikai Egyesült Államok öt elnökének énekeltek: Richard Nixon, Gerald Ford, Jimmy Carter, Ronald Reagan, George H. W. Bush és még II. Erzsébet brit királynő előtt is felléptek. A nővérek fenntartottak egy elfoglalt televíziós időbeosztást. 1968-ban hosszabb időre visszavonultak a nyilvánosság elől. Dorothy és Christine egyaránt családi okokból vonult vissza. Phyllis McGuire egyedül folytatta tovább az éneklést. Később azonban újra összeállt a trió, több alkalommal is énekeltek a közönségnek. Utoljára 2004-ben léptek fel.

## Diszkográfia
| Év   | Kislemez                                              | Csúcshelyezés | Csúcshelyezés | Csúcshelyezés |
| Év   | Kislemez                                              | US            | US AC         | UK            |
| ---- | ----------------------------------------------------- | ------------- | ------------- | ------------- |
| 1954 | "Pine Tree, Pine Over Me"                             | 26            | -             | —             |
| 1954 | "Goodnight, Sweetheart, Goodnight"                    | 7             | -             | —             |
| 1954 | "Muskrat Ramble"                                      | 10            | -             | —             |
| 1954 | "Lonesome Polecat"                                    | 28            | -             | —             |
| 1954 | "Christmas Alphabet"                                  | 25            | -             | —             |
| 1955 | "Sincerely"                                           | 1             | -             | 14            |
| 1955 | "No More"                                             | 17            | -             | 20            |
| 1955 | "It May Sound Silly"                                  | 11            | -             | —             |
| 1955 | "Doesn't Anybody Want Me?"                            | flip          | -             | —             |
| 1955 | "Something's Gotta Give"                              | 5             | -             | —             |
| 1955 | "Rhythm 'n Blues"                                     | flip          | -             | —             |
| 1955 | "He"                                                  | 10            | -             | —             |
| 1955 | "Give Me Love"                                        | 95            | -             | —             |
| 1956 | "Missing"                                             | 44            | -             | —             |
| 1956 | "Picnic"                                              | 13            | -             | —             |
| 1956 | "Delilah Jones"                                       | 37            | -             | 24            |
| 1956 | "Weary Blues"                                         | 32            | -             | —             |
| 1956 | "In the Alps"                                         | 63            | -             | —             |
| 1956 | "Ev'ry Day of My Life"                                | 37            | -             | —             |
| 1956 | "Endless"                                             | 52            | -             | —             |
| 1956 | "Goodnight, My Love, Pleasant Dreams"                 | 32            | -             | —             |
| 1957 | "Sugartime"                                           | 1             | -             | 14            |
| 1957 | "Ding Dong"                                           | 25            | -             | —             |
| 1958 | "Volare"                                              | 80            | -             | —             |
| 1959 | "May You Always"                                      | 11            | -             | 15            |
| 1959 | "Summer Dreams"                                       | 55            | -             | —             |
| 1959 | "Peace"                                               | 85            | -             | —             |
| 1960 | "Livin' Dangerously"                                  | 97            | -             | —             |
| 1960 | "The Last Dance"                                      | 99            | -             | —             |
| 1961 | "Just For Old Time's Sake"                            | 20            | -             | —             |
| 1961 | "Tears On My Pillow"                                  | 59            | 12            | —             |
| 1961 | "Just Because"                                        | 99            | -             | —             |
| 1964 | "I Don't Want To Walk Without You" (Phyllis szólóban) | 79            | 13            | —             |
| 1966 | "Truer Than You Were"                                 | -             | 30            | —             |

## Fordítás
- Ez a szócikk részben vagy egészben  a   The McGuire Sisters című angol Wikipédia-szócikk fordításán alapul.  Az eredeti cikk szerkesztőit annak laptörténete sorolja fel. Ez a jelzés csupán a megfogalmazás eredetét és a szerzői jogokat jelzi, nem szolgál a cikkben szereplő információk forrásmegjelöléseként.